# Rikkō Nakamura
Rikkō Nakamura (中村 立行, Nakamura Rikkō, 1912-1995) est un photographe japonais, lauréat de l'édition 1992 du prix de la Société de photographie du Japon dans la catégorie « Contributions remarquables ».